# Obergünzburg
Obergünzburg é um município da Alemanha, situado no distrito da Algóvia Oriental, no estado da Baviera. Tem 46,69 km² de área, e sua população em 2019 foi estimada em 6 357 habitantes.